# 검은대머리수리

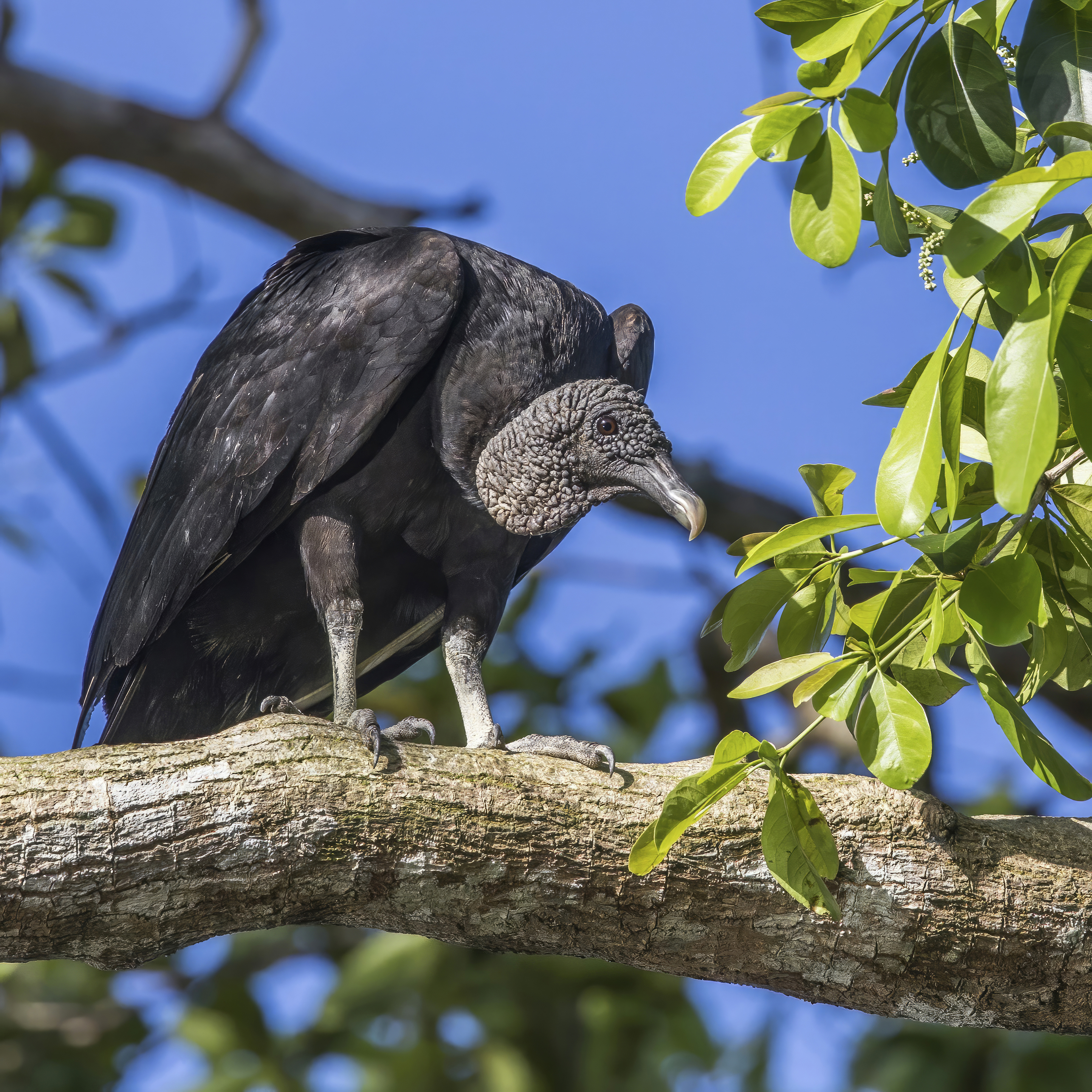

검은대머리수리(Coragyps atratus) 또는 어응(魚鷹, black vulture)은 미국 남동부에서 페루, 칠레 중부 및 우루과이, 남아메리카에 이르는 곳의 콘도르과의 새이다. 흔하고 널리 퍼져 있는 종이지만, 캐나다 및 남쪽으로는 티에라델푸에고 제도까지 잘 번식하는 동포인 터키콘도르보다 분포가 다소 제한되어 있다. 콘도르과에 속하는 검은대머리수리속(Coragyps)의 현존하는 유일한 개체이다. 비슷한 이름과 외모에도 불구하고 이 종은 수리과(독수리, 매, 연, 해리어와 같은 맹금류 포함)에 속하는 구세계독수리인 독수리(Eurasian black vulture)와 관련이 없다. 동물의 시체(주요 식량 공급원)를 쉽게 찾기 위해 검은대머리수리는 아열대 산림 지역과 브라질 판타날 일부 외에도 떡갈나무와 같이 나무가 흩어져 있는 상대적으로 개방된 지역에 서식하는 경향이 있다.
날개 길이가 1.5미터(4.9피트)인 검은대머리수리는 맹금류는 물론이고 독수리에 비해 상대적으로 작지만 인상적인 새이다. 검은 깃털, 깃털이 없는 회흑색 머리와 목, 짧고 갈고리 모양의 부리를 가지고 있다. 이러한 특징은 모두 청소 동물로서의 삶에 대한 진화적 적응이다. 이들의 검은 깃털은 밝은 색의 새보다 눈에 띄게 깨끗하게 유지되고, 맨 머리는 동물 시체 내부를 쉽게 파낼 수 있도록 설계되었으며, 갈고리 부리는 몸에서 고기를 깨끗하게 제거하기 위해 만들어졌다. 머리 깃털이 없으면 새가 깨끗하게 유지되고 동물의 혈액과 체액이 없는 상태를 유지하는 데 도움이 된다. 이는 독수리에게 문제가 되고 기생충을 유인할 수 있다. 대부분의 독수리는 물이 있는 경우 식사 후에 목욕하는 것으로 알려져 있다. 이 수원은 자연적이거나 하천이나 가축 물탱크와 같이 인공적일 수 있다.
검은대머리수리는 청소부이며 썩은 고기를 먹지만, 아주 드물기는 하지만 알, 작은 파충류 또는 작은 갓 태어난 동물(소, 사슴, 설치류, 토끼 등과 같은 가축)도 먹는다. 이들은 또한 극도로 약해졌거나 아프거나 노인이거나 기타 취약한 동물을 기회주의적으로 잡아먹는다. 인간이 거주하는 지역에서는 쓰레기통이나 쓰레기 처리장에서도 청소를 한다. 예리한 시력을 사용하거나 예민한 후각을 가진 다른 (신세계) 독수리를 따라가며 먹이를 찾는다. 새의 발성 기관인 누공(syrinx)이 없기 때문에 끙끙거리는 소리나 낮은 쉭쉭 소리만 낼 수 있다. 동굴, 절벽의 바위 틈새, 죽고 속이 빈 나무, 또는 포식자가 없는 경우 맨땅에 알을 낳으며 일반적으로 매년 두 마리의 새끼를 기른다.